# ロッカベルナルダ
ロッカベルナルダ（イタリア語: Roccabernarda）は、イタリア共和国カラブリア州クロトーネ県にある、人口約3,400人の基礎自治体（コムーネ）。

## 地理

### 位置・広がり

#### 隣接コムーネ
隣接するコムーネは以下の通り。
- カックーリ
- コトロネーイ
- クトロ
- メゾラーカ
- ペティーリア・ポリカストロ
- サン・マウロ・マルケザート
- サンタ・セヴェリーナ